# Fullastern Rock
Der Fullastern Rock (von englisch full astern ‚volle Kraft zurück‘) ist ein vom Meer überspülter Klippenfelsen westlich der Antarktischen Halbinsel. Er liegt inmitten der Johnston-Passage 11 km westnordwestlich des Kap Adriasola der Adelaide-Insel.
Seinen Namen erhielt der Felsen, nachdem die RRS John Biscoe 1963 nur durch ein entsprechendes Manöver eine Kollision hatte vermeiden können.